# Stipa heptapotamica
Stipa heptapotamica là một loài thực vật có hoa trong họ Hòa thảo. Loài này được Golosk. miêu tả khoa học đầu tiên năm 1959.